# 979
Раннє Середньовіччя •  Епоха вікінгів •  Золота доба ісламу •  Реконкіста

## Геополітична ситуація
Візантію очолює Василій II Болгаробійця. Оттон II Рудий править у Священній Римській імперії.
Західним Франкським королівством править, принаймні формально, Лотар.
Апеннінський півострів розділений між численними державами: північ належить Священній Римській імперії, середню частину займає Папська область, на південь від Римської області лежать невеликі незалежні герцогства, деякі області на півночі та на півдні належать Візантії, інші окупували сарацини. Південь Піренейського півострова займає Кордовський халіфат, у якому триває правління Хішама II. Північну частину півострова займають королівство Астурія і королівство Галісія та королівство Леон, де править Раміро III.
Королівство Англія очолив Етельред Нерозумний.
У Київській Русі триває правління Ярополка Святославича або почалося правління Володимира. У Польщі править Мешко I. Перше Болгарське царство частково захоплене Візантією, в іншій частині править цар Самуїл. У Хорватії править король Степан Држислав. Великим князем мадярів є Геза.
Аббасидський халіфат очолює ат-Таї, в Єгипті владу утримують Фатіміди, в Середній Азії — Саманіди, починається становлення держави Газневідів. У Китаї продовжується правління династії Сун. Значними державами Індії є Пала, Пратіхара, Чола. В Японії триває період Хей'ан.

## Події
- Можливо, цього року князь Володимир пішов походом на Київ (якщо він захопив його 980, а не 978 року).
- Урядові візантійські війська завдали поразки бунтівнику Барді Скліру.
- Засновано місто Брюссель.
- 13-річного Людовика V висвячено на короля Західного Франкського королівства і проголошено співправителем батька Лотара.
- Династія Сун знищила Північну Хань, але зазнала поразки від киданів династії Ляо поблизу сучасного Пекіна.

## Народились
- Авіцена — перський учений, філософ, лікар, музикант.